# Aeroportul Sikhuphe
Aeroportul Sikhuphe (IATA: SHO, ICAO: FDSK) este un aeroport din Districtul Lubombo, Eswatini ce deservește zona Manzini.
Situat la o altitudine de 324 m, aeroportul dispune de 1 pistă.

## Infrastructură

### Piste
Aeroportul dispune de o singură pistă. Pista are orientarea 02/20. 